# Daniel Augusto da Silva
Daniel Augusto da Silva   (Lisboa, 16 de maig de 1814 - Oeiras, 6 d'octubre de 1878) va ser un matemàtic i oficial de la marina portuguès que va ser professor de l'Escola Naval.

## Vida i Obra
Va iniciar els seus estudis amb quinze anys a l'Escola de Guarda-marins. El 1839 va completar la seva formació acadèmica a la facultat de matemàtiques de la universitat de Coïmbra. Va ser professor de l'Escola Naval fins que es va jubilar el 1865. El 1868 va reprendre la carrera militar com capità de fragata.
Les seves obres versen sobre estàtica, teoria de nombres, càlcul actuarial i geometria analítica.
És conegut per haver estat el primer en formular el principi d'inclusió-exclusió.